# ФАП 1314
ФАП 1314 — югославский и сербский среднетоннажный грузовой автомобиль производства автозавода ФАП. Выпускался серийно с 1962 по 2003 год.

## История

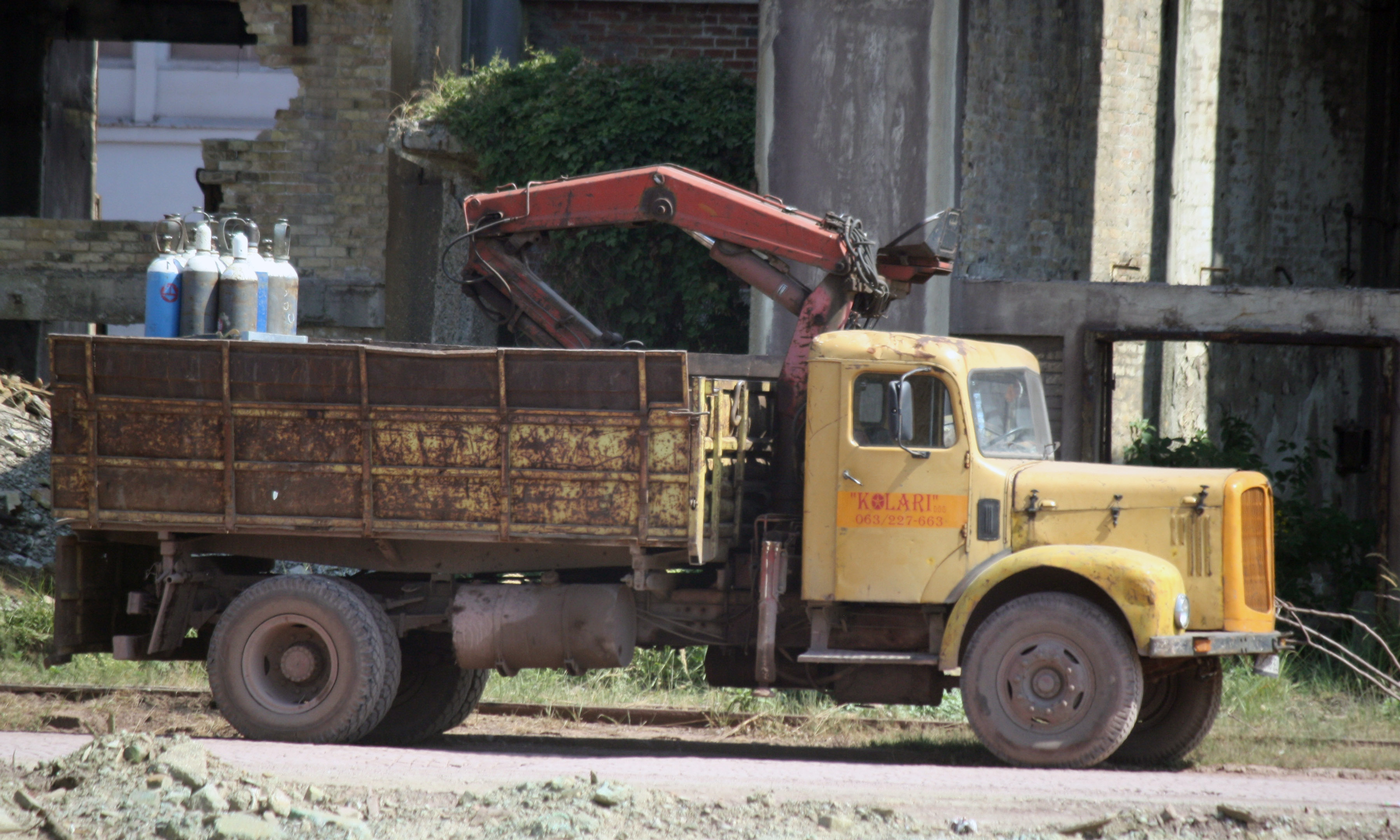
Автокран ФАП 1314

ФАП 1314 — грузовик сербской компании ФАП, разработанный на основе грузовиков 4G и 6G австрийско-швейцарской компании «Saurer», которые производились в Югославии по лицензии с 1953 года. Серийное производство началось в 1962 году и продолжалось до 1994 года. В 2003 году также было выпущено 8 моделей. В конце 1970-х годов грузовик был обновлён до модели ФАП 1414.
Имел широкую сферу деятельности: противопожарная безопасность, топливные перевозки, лесоперевозки, перевозки скота, применялся как автокран. Долгое время стоял на вооружении Югославской народной армии.